# 2018년 11월
| 2018년: 1월 · 2월 · 3월 · 4월 · 5월 · 6월 · 7월 · 8월 · 9월 · 10월 · 11월 · 12월 |

| \| 2018년 11월 1일 (목요일) \| \| 편집 \| |  |      |
| 국제 관계 - 미중 관계: 미국의 도널드 트럼프 대통령이 중화인민공화국의 시진핑 국가 주석과 전화 통화를 가졌으며, 무역 및 북핵 문제에 대하여 논의했다고 밝혔다. 양국은 무역 분쟁으로 관세 부과조치를 주고 받으며 서로 갈등을 겪고 있다. 오는 11월 30일 개최 예정인 G20 정상회의에 즈음하여 정상회담을 열 예정인 것으로 알려졌다. - 한미 관계: 정경두 대한민국 국방부 장관과 제임스 매티스 미국 국방장관이 전시작전통제권 전환 이후에 적용할 '연합방위지침'에 서명하였다. 전작권 전환 이후 한·미연합군의 사령관은 한국군 4성 장군이 맡기로 하였다. 법과 범죄 - 대한민국 대법원이 종교를 이유로 한 양심적 병역 거부자에 대해 재판관 9 대 4의 의견으로 '무죄' 판결을 내렸다. 사고 - 지난 10월 29일 인도네시아 해상에 추락한 라이온에어 610편(JT610)의 블랙박스(비행기록장치)가 사흘 만에 회수되었다. 재해 - 이탈리아에서 홍수로 인하여 최소 17명이 숨졌다. 베네토주의 베네치아의 경우, 도시 75% 가량이 물에 잠겼으며, 산마르코 대성당이 침수되고, 카페 플로리안이 훼손되는 피해를 입었다. 아쿠아 알타 현상이 해수면 위 최대 156cm까지 올라가며, 지난 2008년 이후 가장 높은 수준(1923년 이후 네 번째로 높은 수준)까지 올라가기도 하였다. 베네치아의 아쿠아 알타 현상은 1966년 홍수 당시, 194cm에 달했던 적도 있다. |  |      |
| 2018년 11월 1일 (목요일) |  | 편집 |

| 2018년 11월 1일 (목요일) |  | 편집 |

| \| 2018년 11월 2일 (금요일) \| \| 편집 \| |  |      |
| 스포츠 - 2018년 KBO 포스트시즌: 플레이오프 5차전에서 SK 와이번스가 넥센 히어로즈를 11:10으로 꺾고, 2018년 한국시리즈에 진출하였다. 두산 베어스(정규 시즌 1위)와 SK 와이번스가 겨루는 2018년 한국시리즈는 11월 4일부터 시작된다. |  |      |
| 2018년 11월 2일 (금요일) |  | 편집 |

| 2018년 11월 2일 (금요일) |  | 편집 |

| \| 2018년 11월 3일 (토요일) \| \| 편집 \| |  |      |
| 법과 범죄 - 미국 플로리다주의 한 요가교실에서 총격 사건이 발생해 용의자를 포함해 3명이 숨지고 5명이 부상당한 사건이 일어났다. 스포츠 - 2018년 일본 시리즈 - 후쿠오카 소프트뱅크 호크스가 6차전 경기에서 2:0으로 히로시마 도요 카프를 꺾고, 시리즈 성적 4승 1무 1패로 우승하였다. 2017년 일본 시리즈에 이은 2연패이다. - 최우수 선수(MVP)로는 가이 다쿠야(포수, 후쿠오카 소프트뱅크 호크스)가 선정되었다. 가이의 시리즈 타격은 14타수 2안타 타율 0.143으로 저조하였으나, 상대팀의 도루 시도 6개 모두를 저지하였다. - AFC 챔피언스리그 2018 결승전: 결승 1차전에서 일본의 가시마 앤틀러스가 이란의 페르세폴리스 FC를 2 : 0으로 꺾었다. 경기 최우수 선수에는 레우 시우바(가시마 앤틀러스) 선수가 선정되었다. 2차전 경기는 오는 11월 10일 진행된다. |  |      |
| 2018년 11월 3일 (토요일) |  | 편집 |

| 2018년 11월 3일 (토요일) |  | 편집 |

| \| 2018년 11월 4일 (일요일) \| \| 편집 \| |  |      |
| 경제와 비즈니스 - 사회적 대화 기구인 경제사회노동위원회가 22일 전국민주노동조합총연맹이 불참한 가운데 공식적으로 출범할 예정이다. 국제 관계 - 대한민국 국방부는 시범철수 대상인 남북 각각 11개의 전방 감시초소(GP)에 황색기를 게양하는 것으로 GP 시범철수 절차를 개시했다고 밝혔다. 문화와 예술 - 대한민국의 배우 신성일이 81세를 일기로 숨졌다. 사고 - 중국 란저우 시 고속도로에서 31중 추돌사고가 발생해 15명이 숨지고 44명이 다쳤으며, 부상자 가운데 10명은 중상으로 파악되었다. 스포츠 - 2018년 한국시리즈: 1차전 경기가 서울종합운동장 야구장에 진행되었다. 경기 결과 SK 와이번스가 7:3으로 두산 베어스를 꺾었다. 정치와 선거 - 누벨칼레도니에서 국민투표가 실시되었다. 프랑스로 부터의 독립을 묻는 국민투표로, 개표 결과 반대 56.40%, 찬성 43.60%로 부결되었다. 등록유권자 약 17만여 명 중 14만여 명이 투표에 참여, 투표율 80.63%를 기록하였다. |  |      |
| 2018년 11월 4일 (일요일) |  | 편집 |

| 2018년 11월 4일 (일요일) |  | 편집 |

| \| 2018년 11월 5일 (월요일) \| \| 편집 \| |  |      |
| 재해 - 북한 황해남도 옹진군 앞바다에서 5일 약 5분 간격으로 두 차례 지진이 발생했다. 오후 12시 2분에 옹진군 남서쪽 43㎞ 해역에서 규모 3.2의 지진이 발생하였고, 12시 7분에 옹진군 남서쪽 44㎞ 해역에서 규모 3.1의 지진이 발생했다. |  |      |
| 2018년 11월 5일 (월요일) |  | 편집 |

| 2018년 11월 5일 (월요일) |  | 편집 |

| \| 2018년 11월 6일 (화요일) \| \| 편집 \| |  |      |
| 정치와 선거 - 2018년 미국 중간선거: 미국에서 상·하원의원 선거 및 주지사 선거가 실시되었다. - 상원의원 선거: 상원 의원 100석 중 3분의 1을 새로 선출한다. - 하원의원 선거: 하원 의원 전체 435석을 새롭게 선출한다. |  |      |
| 2018년 11월 6일 (화요일) |  | 편집 |

| 2018년 11월 6일 (화요일) |  | 편집 |

| \| 2018년 11월 7일 (수요일) \| \| 편집 \| |  |      |
| 법과 범죄 - 대한민국 경기남부지방경찰청은 양진호 한국미래기술 회장을 갑질 폭행과 음란물 유포 방치, 마약 혐의 등으로 체포하였다. - 2018년 사우전드오크스 총기 난사 사건: 미국 캘리포니아주 사우전드오크스의 한 술집에서 총기 난사가 발생하여 13명이 사망하고 25명이 부상을 입었다. |  |      |
| 2018년 11월 7일 (수요일) |  | 편집 |

| 2018년 11월 7일 (수요일) |  | 편집 |

| \| 2018년 11월 8일 (목요일) \| \| 편집 \| |  |      |
| 경제와 비즈니스 - 미국 연방준비제도(Fed, 연준)가 이틀간의 연방공개시장위원회(FOMC) 회의를 갖고, 성명을 통해 기준금리를 동결(2.00%~2.25%)한다고 밝혔다. 연준은 2018년 들어 지난 3월과 6월, 9월에 각각 0.25%씩 금리를 인상한 바 있다. - 삼성전자가 2019년 접는 스마트폰(폴더블, Foldable) 시판을 공식화했다. 문화와 예술 - 중국 허난성 전한시대 무덤 유적지에서 2000년 된 술이 담긴 청동항아리를 발굴했다. 법과 범죄 - 양진호 전 한국미래기술 회장은 자기 회사 직원들의 휴대전화를 장기간 불법 도청, 사찰해 온 사실이 확인되었고, 비자금을 관리하는 최측근뿐 아니라, 위디스크는 물론 파일노리 등 자신이 실소유하고 있는 웹하드 업체 직원들의 휴대전화에 '해킹앱'을 설치한 뒤, 통화내용이나 문자메시지, 사진 등을 들여다본 것으로 드러났다. 심지어 통화내역 중 일부는 자동 녹음돼 녹음파일로도 생성돼 있었다. 휴대전화에 저장된 주소록과 직원들의 휴대전화에 담긴 개인정보가 전부 실시간으로 해킹하여 수집한 혐의다. |  |      |
| 2018년 11월 8일 (목요일) |  | 편집 |

| 2018년 11월 8일 (목요일) |  | 편집 |

| \| 2018년 11월 9일 (금요일) \| \| 편집 \| |  |      |
| 재해 - 종로 고시원 화재: 대한민국 서울특별시 종로구 관수동 청계천 인근 국일고시원에서 오전 5시에 화재가 일어나 7명이 죽고 11명이 다쳤다. 해당 건물에는 자동 경보 설비와 비상벨 설비는 있었으나 스프링클러 설비는 없던 것으로 확인되었다. 정치와 선거 - 스리랑카의 대통령 마이트리팔라 시리세나가 의회를 해산시켰다. |  |      |
| 2018년 11월 9일 (금요일) |  | 편집 |

| 2018년 11월 9일 (금요일) |  | 편집 |

| \| 2018년 11월 10일 (토요일) \| \| 편집 \| |  |      |
| 스포츠 - AFC 챔피언스리그 2018 결승전: 일본의 가시마 앤틀러스가 우승하였다. 가시마 앤틀러스는 이란의 페르세폴리스 FC와의 2차전에서 0 : 0 무승부를 기록하였으며, 지난 11월 3일 치러진 1차전과의 합계 결과 2 : 0으로 우승하게되 었다. 팀의 첫 AFC 챔피언스리그 우승이다. - 2018년 아시아-태평양 컬링 선수권 대회: 남자부에서는 일본, 여자부에서는 대한민국이 각각 금메달을 기록하였다. 대회는 대한민국 강릉실내종합체육관에서 진행되었다. 재해 - 브라질 니테로이에서 산사태가 발생해 최소 10명이 숨졌다. |  |      |
| 2018년 11월 10일 (토요일) |  | 편집 |

| 2018년 11월 10일 (토요일) |  | 편집 |

| \| 2018년 11월 11일 (일요일) \| \| 편집 \| |  |      |
| 법과 범죄 - 오스트레일리아 브리즈번 북쪽에서 바늘 딸기 사건의 용의자 50대 여성이 체포되었다. 사고 - 오후 5시40분에 서울특별시 금천구 독산동 시흥대로에서 버스 2대와 승용차 4대, 택시 1대가 연쇄 추돌하는 사고가 발생했다. |  |      |
| 2018년 11월 11일 (일요일) |  | 편집 |

| 2018년 11월 11일 (일요일) |  | 편집 |

| \| 2018년 11월 12일 (월요일) \| \| 편집 \| |  |      |
| 국제 관계 - 대한민국과 조선민주주의인민공화국은 '9·19 군사합의서'에 따른 휴전선 감시 초소(GP)의 시범철거를 시작하였다. 문화와 예술 - 미국의 만화 원작자 스탠 리가 95세를 일기로 숨졌다. 법과 범죄 - 숙명여고 시험지 문제 유출' 의혹에 대한 경찰 수사가 종료되었다. 전 교무부장은 '기소의견' 검찰쪽으로 송치, 쌍둥이 자매 거취는 시험점수가 재산정(0점 처리)으로 됨으로 따라 '퇴학'으로 결정이 되었다. - 인천 세일전자 화재: 소방 설비를 제대로 관리하지 않거나 형식적으로 소방점검을 한 회사 대표와 점검 대행업체 대표 등 10명이 업무상 과실치사상죄혐의로 구속기소되었다. 스포츠 - 2018년 한국시리즈 - SK 와이번스가 한국시리즈에서 우승하였다. SK 와이번스는 6차전 경기에서 5:4로 두산 베어스를 꺾고 시리즈 성적 4승 2패를 기록하며 승부를 결정지었다. 2010년 한국 시리즈 이후 8년 만에 우승이다. - 최우수 선수(MVP)로는 한동민(SK 와이번스) 선수가 선정되었다. 한동민은 연장 13회초에 홈런을 기록하였다. - 대한민국의 사이클 선수 이민혜가 33세를 일기로 숨졌다. 재해 - 2018년 캘리포니아 산불 : 미국 캘리포니아주 북부와 남부에서 발생한 대형 산불로 인하여 최소 56명 이상이 사망하고 200명 이상이 행방불명인 것으로 집계되었다. 특히 캠프파이어에서만 29명이 숨진 것으로 확인되었다. 그 외에도 영화배우 킴 카다시안과 올랜도 블룸, 레인 윌슨, 제라드 버틀러, 알리사 밀라노, 가수 레이디 가가, 크리스 임펠리테리 등 연예인 다수가 산불로 집을 버리고 피난했다. 미국 당국은 더 많은 사망자가 발생 할 수 있을 가능성에 대해 대비하고 있다. |  |      |
| 2018년 11월 12일 (월요일) |  | 편집 |

| 2018년 11월 12일 (월요일) |  | 편집 |

| \| 2018년 11월 13일 (화요일) \| \| 편집 \| |  |      |
| 법과 범죄 - 인천 중학생 추락사 사건: 대한민국 인천광역시에 위치한 한 아파트 옥상에서 중학생들이 동급학생 때리고 추락사에 이르게 한 사건이 발생하였다. 가해 학생 한명중 구속 되기전 당시에 입던 옷이 추락사한 중학생의 것으로 밝혀졌다. |  |      |
| 2018년 11월 13일 (화요일) |  | 편집 |

| 2018년 11월 13일 (화요일) |  | 편집 |

| \| 2018년 11월 14일 (수요일) \| \| 편집 \| |  |      |
| 국제 관계 - 유엔 안전 보장 이사회(안보리)는 에리트레아에 대한 제재 해제를 결의하였다. 지난 2009년 안보리는 주변국에 대한 위협적인 역할을 이유로 에리트레아에 대한 제재를 결의한 바가 있는데, 2018년 7월 9일 에리트레아와 에티오피아의 종전 선언에 이어, 9월 16일에는 양국간 평화협정이 체결되었다. 법과 범죄 - 대한민국 서울특별시 송파구 석촌호수에서 시신으로 발견된 실종 대학생 조 모(20·남)씨는 물에 빠져 숨진 것으로 추정된다는 국립과학수사연구원 1차 부검 결과가 나왔다. |  |      |
| 2018년 11월 14일 (수요일) |  | 편집 |

| 2018년 11월 14일 (수요일) |  | 편집 |

| \| 2018년 11월 15일 (목요일) \| \| 편집 \| |  |      |
| 경제와 비즈니스 - BBQ는 BHC 치킨 회사를 상대로 1천억원 손배 청구 소송에 들어간 것으로 확인되었다. 국제 관계 - 대한민국 강원도 철원시 시범철수 대상 휴전선 감시 초소를 460파운드 TNT 폭약을 사용해 폭파 방식으로 철거했다. - 유엔 안전 보장 이사회는 만장일치로 에리트레아의 제재를 해제하였다. 문화와 예술 - 호남문화재연구원이 전라북도 고창군의 무장읍성에서 상태가 양호한 비격진천뢰 11점을 발견했다고 밝혔다. 법과 범죄 - 가정폭력 가해자가 피해자의 바뀐 주민등록번호를 유출해 2차 피해를 유발하는 사례를 방지하기 위해 대한민국의 법원이 변경된 주민등록번호를 비공개하는 제도를 운용한다. - 서울 강서구 PC방 살인 사건: 대한민국 법무부는 서울 강서구의 한 PC방에서 아르바이트생을 잔혹하게 살해한 피의자 김성수의 정신감정 결과, 심신상실 또는 심신미약 상태가 아닌 것으로 확인되었다. 사회 - 2019학년도 대학수학능력시험: 대한민국 전역에서 대학수학능력시험이 실시되었다. 재해 - 오후 1시 10분에 서울특별시 종로구 인왕산에서 화재가 발생해 소방 당국이 진압에 나섰다. |  |      |
| 2018년 11월 15일 (목요일) |  | 편집 |

| 2018년 11월 15일 (목요일) |  | 편집 |

| \| 2018년 11월 16일 (금요일) \| \| 편집 \| |  |      |
| 과학과 기술 - 제26차 국제도량형총회는 4가지 기본단위를 재정의하기로 하였다. 킬로그램(kg, 질량)은 플랑크 상수로, 암페어(A, 전류)는 기본 전하, 켈빈(K, 온도)은 볼츠만 상수, 몰(mol, 물질의 양)은 아보가드로 상수로 재정의된다. 바뀐 정의는 2019년도 세계 측정의 날(World Metrology Day, 매해 5월 20일) 부터 적용된다. 법과 범죄 - 페이스북은 올해 가짜 계정 15억 개,테러 선동 콘텐츠 1억2천4백만 개, 음란물 6천600만 개 삭제했다고 밝혔다. 사회 - 이국종 교수의 호소에도 경기도 북부 지역 응급환자의 골든아워를 지킬 권역외상센터가 문을 닫을 위기에 처했다. |  |      |
| 2018년 11월 16일 (금요일) |  | 편집 |

| 2018년 11월 16일 (금요일) |  | 편집 |

| \| 2018년 11월 17일 (토요일) \| \| 편집 \| |  |      |
| 사건사고 - 경기남부지방경찰청 사이버수사대는 "혜경궁 김씨" 트위터 계정 소유주가 이재명 경기도지사의 부인 김혜경이라고 밝혔다. - 미국에서 애플의 아이폰X가 충전기를 꽂은 채 소프트웨어 업데이트(iOS 12.1 업데이트)를 하던 도중 연기를 내며 폭발한 사건이 발생하였다. - 유튜브 PC, 모바일 버전 접속 오류가 발생하였다. 법과 범죄 - 대한민국 외교부가 11월 15일 국군기무사령부의 촛불집회 계엄령 문건 작성을 지시한 혐의를 받고 있는 조현천 전 기무사령관의 여권을 무효화한 것이 확인되었다. |  |      |
| 2018년 11월 17일 (토요일) |  | 편집 |

| 2018년 11월 17일 (토요일) |  | 편집 |

| \| 2018년 11월 18일 (일요일) \| \| 편집 \|                                                                                            |  |      |
| 문화와 예술 - 대한민국의 성우 김일이 52세를 일기로 숨졌다. 사건사고 - 오후 12시에 페이스북 메인 페이지가 안 나오는 현상이 발생하였다. |  |      |
| 2018년 11월 18일 (일요일) |  | 편집 |

| 2018년 11월 18일 (일요일) |  | 편집 |

| \| 2018년 11월 19일 (월요일) \| \| 편집 \| |  |      |
| 경제와 비즈니스 - 닛산 자동차의 회장 카를로스 곤(Carlos Ghosn)이 급여 축소 신고 및 횡령 등의 혐의로 체포, 구속되었다. 과학과 기술 - 대한민국 과학기술정보통신부가 20일 발사 예정이던 차세대소형위성 1호의 발사가 발사체 점검 문제로 미뤄졌다고 밝혔다. - 경기도 수원시는 2022년까지 수원역~ 장안구청에 이르는 6㎞ 구간에 트램(노면전차)을 도입하기로 했다. 사고 - 승무원 44명을 태운 채 남대서양에서 실종됐던 아르헨티나 해군 잠수함 ARA 산후안호의 잔해가 수색 종료 직전 극적으로 발견되었다. 재해 - 오전 3시 34분에 대한민국 대전광역시 유성구 북서쪽 8㎞ 지점에서 규모 2.1의 지진이 발생하였다. |  |      |
| 2018년 11월 19일 (월요일) |  | 편집 |

| 2018년 11월 19일 (월요일) |  | 편집 |

| \| 2018년 11월 20일 (화요일) \| \| 편집 \| |  |      |
| 문화와 예술 - 79년 베수비오화산 폭발로 파묻힌 이탈리아 남부의 고대 도시 폼페이에서 로마 신화 속 왕비를 관능적으로 그린 벽화가 발견되었다. 법과 범죄 - 서울 강서구 PC방 살인 사건: 김성수에 대한 감정유치 영장 기한이 만료됨에 따라 공주치료감호소에서 유치장이 있는 양천경찰서로 이송한다. 경찰은 수사를 마무리하고 21일 검찰에 기소의견으로 송치할 예정이다. - 미국 일리노이주 시카고의 한 병원에서 총격 사건이 일어나 총에 맞은 경찰관 한 명을 포함해 4명이 중태다. 총격범은 현장에서 사망했다. - 무단으로 저작물을 제공하던 최대 규모의 불법 공유 만화사이트 "마루마루" 사이트가 폐쇄되었다. - 문무일 대한민국의 검찰총장이 군사정권 시절 대표적인 인권유린 사례로 꼽히는 '형제복지원 사건'을 비상상고 했다. |  |      |
| 2018년 11월 20일 (화요일) |  | 편집 |

| 2018년 11월 20일 (화요일) |  | 편집 |

| \| 2018년 11월 21일 (수요일) \| \| 편집 \| |  |      |
| 경제와 비즈니스 - 대우건설은 장기전략에 맞춰 기업가치제고본부를 신설하고 산하에 혁신 작업을 주도하는 기업가치제고실과 리스크관리 업무를 담당하는 수주심의실(기존 리스크관리본부)을 개설했다. 국제 관계 - 대한민국 정부가 화해·치유재단 해산을 발표하였다. 군사 - 대한민국과 미국은 연례 공동 군사훈련인 독수리 연습(Foal Eagle)의 규모를 축소하여 진행하는 것을 협의 중이라고 밝혔다. 문화와 예술 - 이탈리아 피사에 있는 피사의 사탑 기울기가 지난 17년 동안 4cm정도 바로 선 것으로 알려졌다. 사회 - 김종양 전 경기지방경찰청장이 한국인 최초로 인터폴(ICPO·국제형사경찰기구) 신임 총재로 선출되었다. |  |      |
| 2018년 11월 21일 (수요일) |  | 편집 |

| 2018년 11월 21일 (수요일) |  | 편집 |

| \| 2018년 11월 22일 (목요일) \| \| 편집 \| |  |      |
| 국제 관계 - 11월 21일 대한민국 정부의 화해·치유재단 해산 발표에 대하여 일본의 집권 자유민주당이 결의문을 발표하고, 반발하였다. 법과 범죄 - 대한민국 서울중앙지방법원 형사합의26부는 상습준강간 등 혐의로 기소된 만민중앙교회 이재록 목사에게 1심 징역 15년을 선고하였다. 80시간의 성폭력 치료 프로그램 이수와 10년간 아동청소년 관련 기관 취업제한 등도 명하였다. - 대한민국 서울지방경찰청 사이버수사대는 법원에서 성폭력범죄의 처벌 등에 관한 특례법(카메라 등 이용촬영) 위반 혐의로 일간베스트 서버 압수수색 영장을 발부받아 회원 정보와 접속기록 등을 확보하였다. 사회 - 대한민국 경제사회노동위원회가 전국민주노동조합총연맹이 불참한 상태로 공식 출범하였다. - 대한민국 서울특별시에서 2019년부터 고등학교 3학년 학생 전체를 대상으로 무상급식이 실시될 예정이다. - 대한민국의 물류회사 CJ대한통운의 노조가 무기한 총파업에 돌입한다고 밝혔다. 이로 인해 배송되는 택배는 당분간 차질이 불가피할 전망이다. |  |      |
| 2018년 11월 22일 (목요일) |  | 편집 |

| 2018년 11월 22일 (목요일) |  | 편집 |

| \| 2018년 11월 23일 (금요일) \| \| 편집 \| |  |      |
| 문화와 예술 - 2018 청룡영화상이 경희대학교 평화의 전당에서 열렸다. 사회 - 삼성전자가 반도체공장 노동자 백혈병 사태에 대해 사과문을 발표하였다. |  |      |
| 2018년 11월 23일 (금요일) |  | 편집 |

| 2018년 11월 23일 (금요일) |  | 편집 |

| \| 2018년 11월 24일 (토요일) \| \| 편집 \| |  |      |
| 국제 관계 - 영국의 테리사 메이 총리와 유럽 연합(EU) 장클로드 융커 집행위원장이 브렉시트(Brexit) 합의문에 서명하였다. 양측은 의회의 비준을 위한 절차에 착수한다. 사고 - KT 아현지사 통신구 화재: 대한민국 서울특별시 서대문구 충정로3가에 있는 KT 아현지사 건물 지하 통신구에서 화재가 발생하여 인근 지역이 통신 장애를 겪었다. 그리고 KT화재로 119 전화 못하여 사망자가 1명 발생하였다. 그리고 인근 병원까지 통신 불능으로 큰 혼란이 발생하였다. 재해 - 오전 8시 16분에 조선민주주의인민공화국 강원도 평강 지역에서 규모 2.9의 지진이 발생하였다. 사건 - 빅뱅의 승리가 운영하는 서울특별시 강남에 위치한 클럽 "버닝썬"에서 손님 A가 클럽 이사와 바운서(안전요원)에 의해 집단 폭행을 당한뒤, 이후 신고받고 출동한 경찰에 의해 추가로 폭행당하는 사태가 발생하였다. |  |      |
| 2018년 11월 24일 (토요일) |  | 편집 |

| 2018년 11월 24일 (토요일) |  | 편집 |

| \| 2018년 11월 25일 (일요일) \| \| 편집 \| |  |      |
| 무력 충돌과 공격 - 2018년 케르치 해협 사건: 러시아 군이 크림 대교 인근에서 우크라이나의 군함 3척에 포격을 가하고, 나포하였다. 국제 관계 - 중화민국에서 2018년 지방 선거가 치러졌다. 10개 항목의 국민투표도 함께 치러졌다. |  |      |
| 2018년 11월 25일 (일요일) |  | 편집 |

| 2018년 11월 25일 (일요일) |  | 편집 |

| \| 2018년 11월 26일 (월요일) \| \| 편집 \| |  |      |
| 과학과 기술 - 미국 항공우주국(NASA)이 인사이트 우주선이 성공적으로 화성에 착륙하였다고 밝혔다. 인사이트는 화성 지질 탐사 착륙선으로, 화성의 적도 부근에 있는 엘리시움 평원(Elysium Planitia)에 착륙하였다. 앞으로 약 2년 여 동안 지진계 설치를 비롯한 여러 임무를 수행하게 된다. 군사 - 우크라이나의 페트로 포로셴코 대통령이 계엄령을 선포하였다. 전날(11월 25일) 발생한 자국의 군함 나포와 관련한 계엄령으로, 러시아와 인접한 국토의 3분의 1 가량이 대상이다. 계엄령에는 동원령이 포함된 것으로 알려졌다. 의회의 승인에 따라 계엄령은 28일 오전 9시부터 효력을 발휘하며, 기간은 30일이다. - 중국 군용기가 대한민국 방공 식별 구역 3차례에 걸쳐 침범한 사건이 있었다. 문화와 예술 - 미국의 해양학자이자 애니메이션 감독인 스티븐 힐런버그가 57세를 일기로 숨졌다. 힐런버그의 대표작으로는 《스폰지밥 네모바지》등이 있다. 사회 - 27일 오후 2시부터 서해안고속도로 평택∼서평택(10.3㎞) 확장공사 구간 중 서평택IC∼서평택JCT(6.5㎞) 구간을 먼저 개통한다. 재해 - 이란 케르만샤 주(州) 사르폴레자헙 부근에서 규모 6.3의 지진이 발생했다. |  |      |
| 2018년 11월 26일 (월요일) |  | 편집 |

| 2018년 11월 26일 (월요일) |  | 편집 |

| \| 2018년 11월 27일 (화요일) \| \| 편집 \| |  |      |
| 경제와 비즈니스 - 제너럴 모터스(GM)가 북아메리카에서 전 세계 18만 명의 인력 중, 약 8% 가량인 1만 4천여 명을 감원하고, 5개 공장을 폐쇄한다고 밝혔다. 또한 북미 지역 외에 2 곳의 해외 공장도 폐쇄할 것이라고 밝혔다. GM은 이를 통하여 약 60억 달러의 비용 절감하고, 이를 무인 자동차와 전기자동차 등에 투자할 것이라고 밝혔다. 무력 충돌과 공격 - 대한민국 김명수 대법원장을 태운 출근차량이 대법원 앞에서 화염병에 습격당하는 일이 벌어졌다. 화염병의 불이 승용차 조수석 앞바퀴에 옮아붙었으나, 현장에 있던 청원경찰들이 소화기로 즉시 진화하였다. 문화와 예술 - 대한민국 문화재청 사범단속반은 2000년 10월 도난당한 울산 신흥사 승탑부재(1701년 제작)와 2013년 1월 도난당한 창원 상천리 석조여래좌상(조선 시대) 등 석조 불교문화재 2점을 회수하였다고 밝혔다. 법과 범죄 - 대한민국 검찰청이 이재명 경기도지사 집무실을 압수수색을 실시하였다. 사고 - 터키 이스탄불에서 군용 헬기가 추락해 군인 4명이 사망하였다. |  |      |
| 2018년 11월 27일 (화요일) |  | 편집 |

| 2018년 11월 27일 (화요일) |  | 편집 |

| \| 2018년 11월 28일 (수요일) \| \| 편집 \| |  |      |
| 사고 - 대한민국 경기도 파주시 교하동,운정동 일대 40여분 정전이 발생하였다. - KT는 KT 아현지사 통신구 화재와 관련된 피해 지역을 중심으로 관련 보상을 악용한 신종 보이스 피싱이 발생하고 있다고 주의를 당부했다. 스포츠 - 2018년 세계 체스 선수권 대회에서 망누스 칼센이 파비아노 카루아나(Fabiano Caruana)를 꺾고 챔피언 칭호를 유지하였다. |  |      |
| 2018년 11월 28일 (수요일) |  | 편집 |

| 2018년 11월 28일 (수요일) |  | 편집 |

| \| 2018년 11월 29일 (목요일) \| \| 편집 \| |  |      |
| 법과 범죄 - 대한민국 대법원은 아동·청소년의 성 보호에 관한 법률상 강간 등 살인, 추행유인, 사체유기 등 혐의로 기소된 이영학의 상고심에서 무기징역형을 선고한 원심 판결을 확정했다. - 음주운전 인명피해에 대한 처벌 수위를 높인 특정범죄 가중처벌 등에 관한 법률(특가법) 개정안이 국회 본회의를 통과했다. 사회 - 장항선 익산역 ~ 대야역 구간(14.3㎞)의 전철화 사업이 본격화 되었다. |  |      |
| 2018년 11월 29일 (목요일) |  | 편집 |

| 2018년 11월 29일 (목요일) |  | 편집 |

| \| 2018년 11월 30일 (금요일) \| \| 편집 \| |  |      |
| 경제와 비즈니스 - 한국은행 기준금리: 한국은행이 기준금리를 0.25%p 인상한다고 밝혔다. 한국은행 기준금리는 기존 1.50%에서 1.75%로 상승하였다. 한은의 금리 인상은 지난 2017년 11월 30일 이후 1년 만이다. 국제 관계 - 아르헨티나 부에노스아이레스에서 G20 정상회의가 열린다. 회의는 11월 30일, 12월 1일 양일간 진행된다. - 도라산역에서 남북 공동 철도조사가 18일간 예정으로 시작되었다. 문화와 예술 - 레게는 유네스코 무형문화유산 목록에 등재되었다. 법과 범죄 - 미국에서 살인죄로 이미 종신형을 선고받은 70대 수감자가 40여년 간 여성 90명 이상을 살해했다고 자백해 미국 사회를 충격에 빠트렸다. 그는 1982년부터 1988년까지 49명의 여성을 살해했으며, 현재 워싱턴주 교도소에서 종신형으로 수감 중이다. - 40대 남성 BJ가 개인 인터넷 방송을 진행하던 중 여성을 상대로 성폭행을 시도하고 수차례 폭행해 경찰에 검거되었다. 사회 - 서울 지하철 9호선 3단계 개통식이 둔촌오륜역에서 열렸다. 12월 1일날 정식 운행에 들어간다. 재해 - 미국 알래스카주 앵커리지에서 규모 7.0의 지진이 발생하였다. 정치와 선거 - 미국의 정치인 조지 H. W. 부시가 94세를 일기로 숨졌다. 부시는 41대 미국 대통령을 지냈다. 아들 조지 W. 부시(43대)도 대통령을 지냈으며, 둘을 구분하기 위하여 흔히 '아버지 부시'라고 칭하기도 하였다. |  |      |
| 2018년 11월 30일 (금요일) |  | 편집 |

| 2018년 11월 30일 (금요일) |  | 편집 |

| <          | 2018년 11월 | 2018년 11월 | 2018년 11월 | 2018년 11월 | 2018년 11월 | >          |
| 일         | 월          | 화          | 수          | 목          | 금          | 토         |
|            |             |             |             | 1 9.24 정유 | 2 25 무술   | 3 26 기해  |
| 4 27 경자  | 5 28 신축   | 6 29 임인   | 7 30 계묘   | 8 10.1 갑진 | 9 2 을사    | 10 3 병오  |
| 11 4 정미  | 12 5 무신   | 13 6 기유   | 14 7 경술   | 15 8 신해   | 16 9 임자   | 17 10 계축 |
| 18 11 갑인 | 19 12 을묘  | 20 13 병진  | 21 14 정사  | 22 15 무오  | 23 16 기미  | 24 17 경신 |
| 25 18 신유 | 26 19 임술  | 27 20 계해  | 28 21 갑자  | 29 22 을축  | 30 23 병인  |            |

| 부고, 선거                                                                                             |
| \| 부고 - 2018년 - 10월 - 11월 - 12월 선거 - 6일 - 미국 상원의원 선거 - 미국 하원의원 선거 편집하기 \| |
| - 2018년 - 10월 - 11월 - 12월 - 6일 - 미국 상원의원 선거 - 미국 하원의원 선거 편집하기                 |

| - 2018년 - 10월 - 11월 - 12월 - 6일 - 미국 상원의원 선거 - 미국 하원의원 선거 편집하기 |